# Floyd Mayweather Jr.
Floyd Joy Mayweather Jr., nato Floyd Joy Sinclair (Grand Rapids, 24 febbraio 1977) è un ex pugile e imprenditore statunitense.
Soprannominato Pretty Boy e Money Mayweather, ha vinto la medaglia di bronzo alle Olimpiadi di Atlanta 1996 e da professionista è stato campione WBC in cinque categorie differenti di peso. Nel 2017, dopo avere combattuto il suo ultimo match contro Conor McGregor, finì la carriera con il record di 50 vittorie e zero sconfitte.
Considerato uno dei pugili più grandi di tutti i tempi, Mayweather è stato nominato Fighter of the Decade per il decennio 2010-2019 dalla Boxing Writers Association of America (BWAA), la quale lo nominò anche tre volte Fighter of the Year nel 2007, nel 2013 e nel 2015. Inoltre ha vinto due volte il titolo di Fighter Of The Year rilasciato da Ring Magazine nel 1998 e nel 2007 ed è stato messo al vertice della classifica pound for pound dalla stessa rivista dal 18 luglio 2005 al 2 giugno 2008. Ha vinto anche per sei volte il Best Fighter ESPY Award dal 2007 al 2008, nel 2010 e dal 2012 al 2014.
Il sito ESPN.com lo ha classificato al quarantottesimo posto tra i cinquanta migliori pugili di sempre ed al primo posto nella classifica dei più grandi boxer pound for pound.
Oltre ai successi sul ring, Mayweather è noto per essere stato uno degli atleti più richiesti e lucrativi per gli eventi pay-per-view di tutti i tempi. Secondo la rivista Forbes, è stato il pugile più pagato al mondo nel 2010 e nel 2013 raggiungendo l'apice come sportivo più ricco al mondo nel 2012, dal 2014 al 2015 e dal 2017 al 2018. Con un guadagno di 915 milioni di euro nel decennio compreso tra il 2010 e il 2019, Mayweather è considerato sempre dalla stessa rivista lo sportivo più pagato del decennio.
Assieme a Rocky Marciano, è uno dei due pugili ad essersi ritirati dall'attività agonistica da imbattuti.

## Biografia
Floyd Mayweather nasce col nome Floyd Joy Sinclair a Grand Rapids, nel Michigan, adottando inizialmente il cognome di sua madre. Suo padre, Floyd Mayweather Sr., è un ex pugile mentre due suoi zii, Jeff Mayweather e Roger Mayweather, sono stati campioni nella medesima disciplina.
La boxe ha fatto parte della vita di Mayweather fin dall'infanzia. "Penso che mia nonna abbia visto per prima il mio potenziale", dice. "Quando ero giovane, le ho detto, “Penso che dovrei trovarmi un lavoro.” Lei ha detto, “No, continua a fare boxe.”. Durante gli anni '80, Mayweather ha vissuto nel quartiere di Hiram Square a New Brunswick, nel New Jersey, dove sua madre aveva dei parenti. In seguito ha detto, "Quando avevo circa otto o nove anni, vivevo nel New Jersey con mia madre ed eravamo in sette in una camera da letto e a volte non avevamo l'elettricità. Quando le persone vedono quello che ho ora, non hanno idea da dove vengo.”
Era comune per il giovane Floyd tornare a casa da scuola e trovare siringhe usate per l'eroina nel suo cortile. Sua madre era una tossicodipendente e aveva una zia che è morta di AIDS a causa del suo uso di droga. "La gente non sa l'inferno che ho passato". La maggior parte del tempo che suo padre trascorreva con lui era per portarlo in palestra per allenarsi e migliorare la sua tecnica nella boxe, secondo Mayweather.
"Non ricordo che mi abbia mai portato da nessuna parte o fatto qualcosa che un padre farebbe con un figlio, andare al parco o al cinema o prendere un gelato", dice. "Fondamentalmente mi sono cresciuto da solo", dice Mayweather.” In assenza di suo padre, la boxe è diventata uno sbocco per Mayweather, Mentre il padre di Floyd scontava la pena, il figlio investì tutte le sue energie nella boxe e abbandonò la scuola superiore. "Sapevo che dovevo cercare di prendermi cura di mia madre e decisi che la scuola non era così importante a quel punto e che avrei dovuto fare boxe per guadagnarmi da vivere”. 

## Caratteristiche tecniche
Famoso per la sua tecnica difensiva, molto simile a quella di James Toney, insegnatagli dal padre Floyd Mayweather Sr. e dallo zio Roger Mayweather, Floyd utilizza spesso lo shoulder-roll, una vecchia tecnica nella quale la mano destra è tenuta più alta del normale mentre quella sinistra è tenuta nella parte centrale del corpo; la spalla sinistra è posizionata più in alto del solito, in modo da proteggere guance e mento dai pugni che potrebbero impattare il lato sinistro del viso di Floyd Mayweather. La mano destra è prevalentemente usata, invece, per bloccare i pugni sferrati con il sinistro dall'avversario di turno. Da questa posizione, Mayweather blocca, devia e si protegge dai pugni avversari, anche se messo all'angolo.

## Carriera

### Pugilato

#### Carriera da dilettante
Floyd Mayweather disputa come dilettante 90 incontri, vincendone 84. Durante il periodo da dilettante, i suoi colleghi gli affibbiano il nomignolo Pretty Boy, poiché dopo ogni incontro si ritrova pochi lividi o cicatrici, segno della sua grande capacità difensiva. Nel 1996 vince la medaglia di bronzo alle Olimpiadi di Atlanta, nella categoria pesi piuma (57 kg).

#### Carriera da professionista

##### Pesi superpiuma
Mayweather esordisce nel mondo dei professionisti l'11 ottobre 1996 contro Roberto Apodaca, anch'egli esordiente, vincendo per K.O. nel secondo round. In questo periodo, Floyd viene allenato dallo zio, Roger Mayweather, in quanto suo padre si trova ancora in prigione dopo essere stato condannato per traffico di droga nel 1993. Dopo l'incontro tra Mayweather e Sam Girard, terminato con il KO al secondo round di quest'ultimo, il padre Mayweather Sr. esce di galera e diventa l'istruttore del figlio. Dal 1996 ai primi mesi del 1998 Mayweather vince la maggior parte dei suoi incontri per KO o KO tecnico.
Nel 1998 Mayweather ottiene il suo primo titolo mondiale, la cintura WBC dei superpiuma (130 libbre), ai danni dell'allora imbattuto nella divisione Genaro Hernandez per KO tecnico all'ottavo round. Da qui in poi continua a difendere la sua cintura da vari pretendenti come Angel Manfredy e Carlos Gerena.
Prima di affrontare l'ex campione WBC dei superpiuma Gregorio Vargas nei primi mesi del 2001, Mayweather licenzia il padre come allenatore e lo sostituisce con James Prince. Pochi mesi prima del match, la rottura tra padre e figlio diventa così ampia che Pretty Boy allontana Mayweather Sr. come suo trainer. Lo zio Roger Mayweather torna così istruttore di Floyd Jr. per l'incontro che vede opposto il nipote a Emanuel Burton. In un'intervista del 2004, Mayweather dice di voler bene a Floyd Sr. come padre, ma di preferire lo zio come allenatore, dato che il genitore gli mette troppa pressione nel cercare di farlo diventare un pugile perfetto.
Il più grande incontro di Mayweather nei superpiuma arriva il 20 gennaio 2001 contro Diego Corrales, anch'egli pugile al tempo imbattuto. Floyd vince tutti i round del combattimento mettendo knockdown Corrales in cinque occasioni (tre volte nel settimo round e due nel decimo). Dopo il quinto knockdown, l'angolo di Corrales ferma l'incontro, decretando Floyd vincitore del match. Al momento dello stop, Mayweather stava comunque dominando l'incontro secondo tutti e tre i giudici di gara: 89-79, 90-79 e 90-78.
Nell'incontro successivo, avvenuto il 26 maggio 2001, Floyd riceve il primo knockdown della carriera dal futuro campione IBF Carlos "Famoso" Hernández, riuscendo comunque a vincere l'incontro per decisione unanime. In quest'occasione, Mayweather era entrato nel ring con entrambe le mani infortunate.
L'ultimo incontro di Mayweather nei superpiuma avviene il 10 novembre 2001 contro Jesús Chávez. Qui Floyd ha difficoltà a mantenere il peso forma venendo costretto ad un digiuno di 4 giorni prima di pesarsi. Nonostante ciò, trionfa al nono round dopo che l'angolo di Chavez aveva fermato il match difendendo per l'ottava volta il titolo WBC, di cui era detentore da oltre tre anni.

##### Pesi leggeri
Nel 2002 Mayweather passa ai pesi leggeri (135 libbre) dove disputa in totale solamente 4 match, con in palio però sempre dei titoli. Affronta così per la corona World Boxing Council WBC dei leggeri José Luis Castillo, vincendo entrambi gli incontri. Nel loro primo match, Castillo riesce a mettere in difficoltà Floyd tanto che nonostante la sconfitta per decisione unanime, molti analisti e tifosi affermarono come avrebbe dovuto essere Mayweather a perdere l'incontro. Nel rematch, svoltosi il 7 dicembre 2002, Floyd utilizzava la velocità nello spostamento e le combinazioni per vincere nuovamente con decisione unanime, questa volta senza controversie. Mayweather era anche in svantaggio per quanto riguardava il peso: Castillo pesava 147 libbre, lui 138.
Il 19 aprile 2003, Mayweather domina sul pugile dominicano Victoriano Sosa e trionfava per decisione unanime. L'incontro successivo, datato 1º novembre 2003, si svolgeva nella sua città natale, Grand Rapids. Qui si vedeva opposto al promettente pugile sudafricano Phillip Ndou, del quale il record, al momento del match, era di 31-1 con 30 vittorie per KO. Il quinto round dell'incontro viene considerato come uno dei più intensi avvenuti nel 2003. Dopo un incontro più o meno alla pari, nel settimo round una combinazione di diretti mettono al tappeto Ndou, ponendo fine al match per KO tecnico.

##### Pesi superleggeri
Dopo lo scontro con Ndou, Mayweather avanza ai pesi welters jr. Il suo primo match in questa divisione arriva contro DeMarcus "Chop Chop" Corley, il 22 maggio 2004 ad Atlantic City, New Jersey. Al primo minuto del quarto round, Corley sfodera un potente sinistro e mette in difficoltà Mayweather, che, tuttavia, riesce a recuperare mettendo knockdown Corley all'ottavo e al decimo round. Al termine di tutti e i 12 round, Floyd vince il match per decisione unanime.
Il 22 gennaio 2005, a Miami, Mayweather affronta il portoricano Henry Bruseles vincendo all'ottavo round per KO tecnico.
La vittoria su Bruseles candida Floyd ad uno scontro con Arturo Gatti, pugile italo-canadese campione World Boxing Council WBC dei superleggeri. Prima del match, Mayweather offende Gatti descrivendolo come un "pugile di livello C+", un "falso" e un "club fighter" (termine che sta ad indicare combattenti che lottano prevalentemente in patria e hanno un record mediocre)". L'incontro, in pay-per-view, si svolge il 25 giugno 2005 ad Atlantic City. Sul finire del primo round, Mayweather spinge la testa di Gatti verso il basso e l'arbitro invita i due ad uno stop. Gatti smette e si lascia vulnerabile, mentre Floyd disobbedisce al direttore di gara e continua a sferrare pugni. Gatti si avvicina allora all'arbitro per protestare ma l'americano lo colpisce, costringendolo a cadere sulle corde. Il knock-down viene considerato valido e Gatti viene contato dall'arbitro, nonostante le proteste dell'italo-canadese. Al sesto round l'angolo di Gatti ferma l'incontro, dando a Mayweather il suo terzo titolo. Nell'intervista post-incontro, l'americano elogia Gatti e dichiara che le sue parole offensive nei confronti dell'avversario servivano solo "per vendere biglietti".

##### Pesi welter

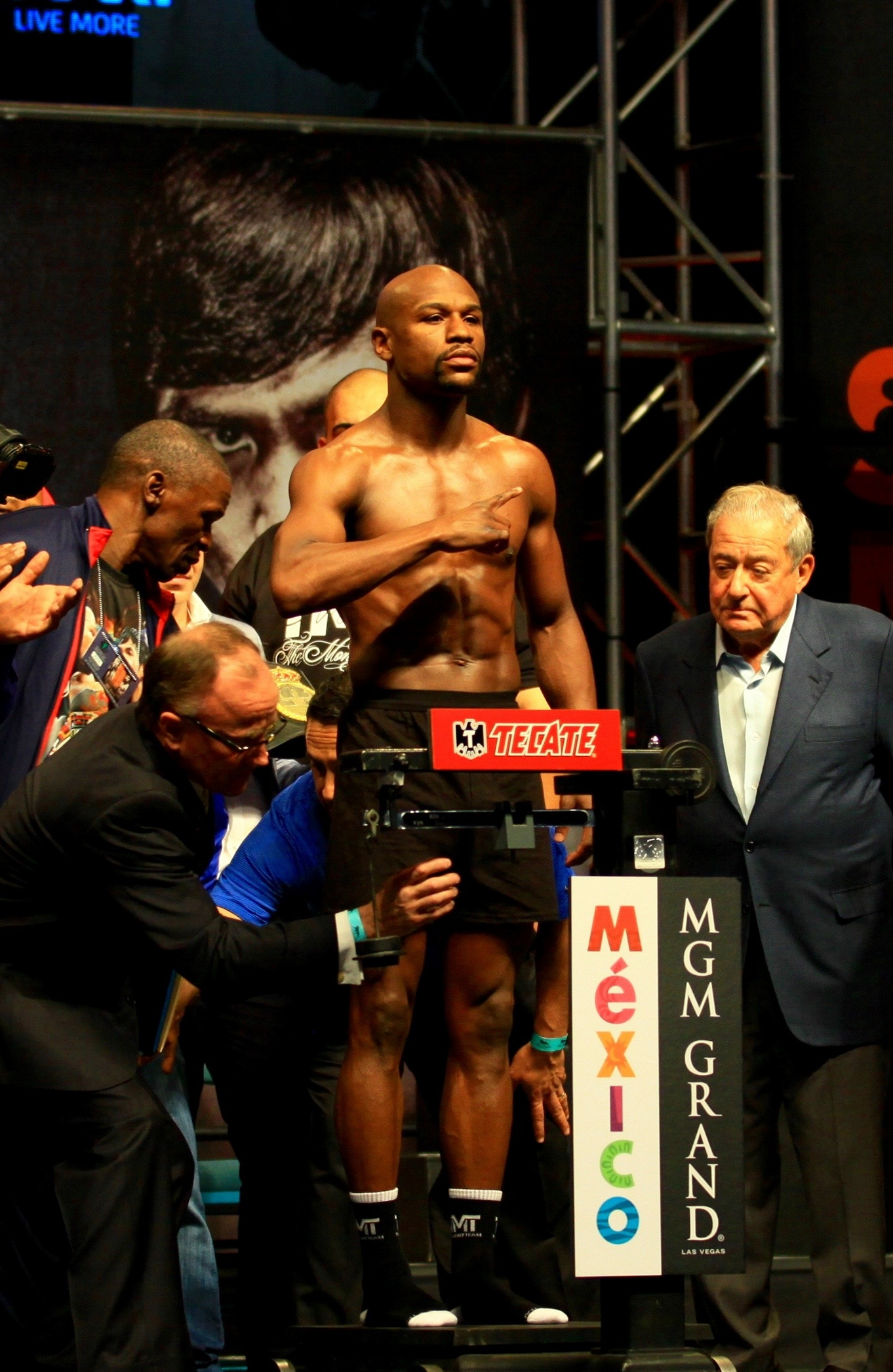
Mayweather durante la pesatura ufficiale, 2015

Il 19 novembre 2005 Mayweather affronta il peso welter Sharmba Mitchell in un incontro senza titoli in palio e fissato ad un massimo di 147 libbre, vincendo al sesto round per KO tecnico.
L'8 aprile 2006 Mayweather sconfigge Zab Judah tramite decisione unanime, per i titoli vacanti IBF e IBO dei pesi welter. Pochi mesi prima del match, il 7 gennaio, Judah aveva perso le cinture WBA, WBC e The Ring dei welter contro Carlos Manuel Baldomir, ma i manager di Mayweather e Judah decidono comunque di disputare il match tra i loro due assistiti. Nell'incontro, sul termine del 10º round, Zab colpisce Mayweather con un colpo basso e successivamente con un destro alla nuca, che lo lasciano steso e dolorante. L'arbitro ferma l'incontro per un breve istante a cinque secondi dalla fine della ripresa, Roger Mayweather, lo zio di Floyd nonché suo allenatore, entra nel ring con fare aggressivo per "discutere" della manovra scorretta con Judah, ma viene fermato dall'arbitro Richard Steele. Anche il padre e allenatore di Zab, Yoel Judah, entra sul ring. Floyd rimane fermo nell'angolo, mentre Yoel e Zab discutono con Roger (e altri due individui entrati nel ring) fino a quando non arrivano la polizia e la security a mettere ordine. Roger viene allontanato dal ring e l'incontro prosegue fino al termine dei 12 round. Floyd trionfa con i punteggi di 116-112, 117-111 e 119-109. Secondo le statistiche Mayweather ha sferrato 118 pugni contro gli 82 di Judah.
Cinque giorni dopo l'incontro, la Nevada State Athletic Commission decide di non cambiare l'epilogo del match, sebbene Roger Mayweather viene multato ($200.000) e sospeso per un anno. La sospensione permette comunque a Roger di allenare il nipote in palestra, ma gli proibisce di lavorare all'angolo durante gli incontri. Il 17 aprile 2006 la IBF ordina un rematch tra i due, ma l'8 maggio la NSAC sospende Judah per un anno. Mayweather rende vacante il titolo IBF il 20 giugno 2006.
In seguito Mayweather rifiuta un'offerta di $8.000.000 per affrontare Antonio Margarito e pone fine alla sua collaborazione con Bob Arum. De la Hoya posticipa l'annuncio del suo prossimo avversario a giugno 2007, lasciando a Floyd la possibilità di scegliere il prossimo avversario. Mayweather prende in considerazione l'opportunità di avanzare alla categoria di peso successiva per affrontare Cory Spinks, decidendo infine di sfidare il campione WBC e The Ring dei pesi welter Carlos Baldomir il 4 novembre 2006 a Las Vegas, Nevada.
Mayweather riesce a sconfiggere Baldomir per decisione unanime, a conservare le corone in suo possesso e a conquistare quelle dell'avversario. Le statistiche mostrano che Floyd ha mandato a segno 199 pugni su 458, mentre Baldomir ne ha portati a segno solamente 79 su 670. Dopo questo scontro Floyd lancia la sua sfida al Chico de Oro Óscar de la Hoya, proveniente dalla vittoria per KO tecnico su Ricardo Mayorga il 6 maggio 2006.

##### Mayweather Jr. VS De La Hoya
Nel novembre 2007 si prospetta la sfida fra Floyd Mayweather, Jr. e Óscar de la Hoya: l'attesa per il match è fortissima tanto da venire chiamata "The World Awaits".
Caratterizzato da una grossa campagna pubblicitaria comprendente un Reality Show irradiato via YouTube e un tour promozionale che tocca venti città, De La Hoya VS Mayweather viene vissuto morbosamente dal popolo americano che vede in Oscar l'unico che può spezzare la striscia vincente dell'imbattuto Mayweather.
Il match, svoltosi il 5 maggio 2007, è abbastanza equilibrato e De la Hoya snatura la sua natura di incontrista per giocare un match di attacco facendo valere la sua maggior stazza e tenendo sempre il centro del ring; Mayweather risponde con una tattica elusiva e riesce a portare un numero di colpi leggermente maggiore rispetto all'avversario. Proprio per tale pulizia dei colpi, Mayweather vince per Split Decision.

##### Mayweather Jr. VS Hatton

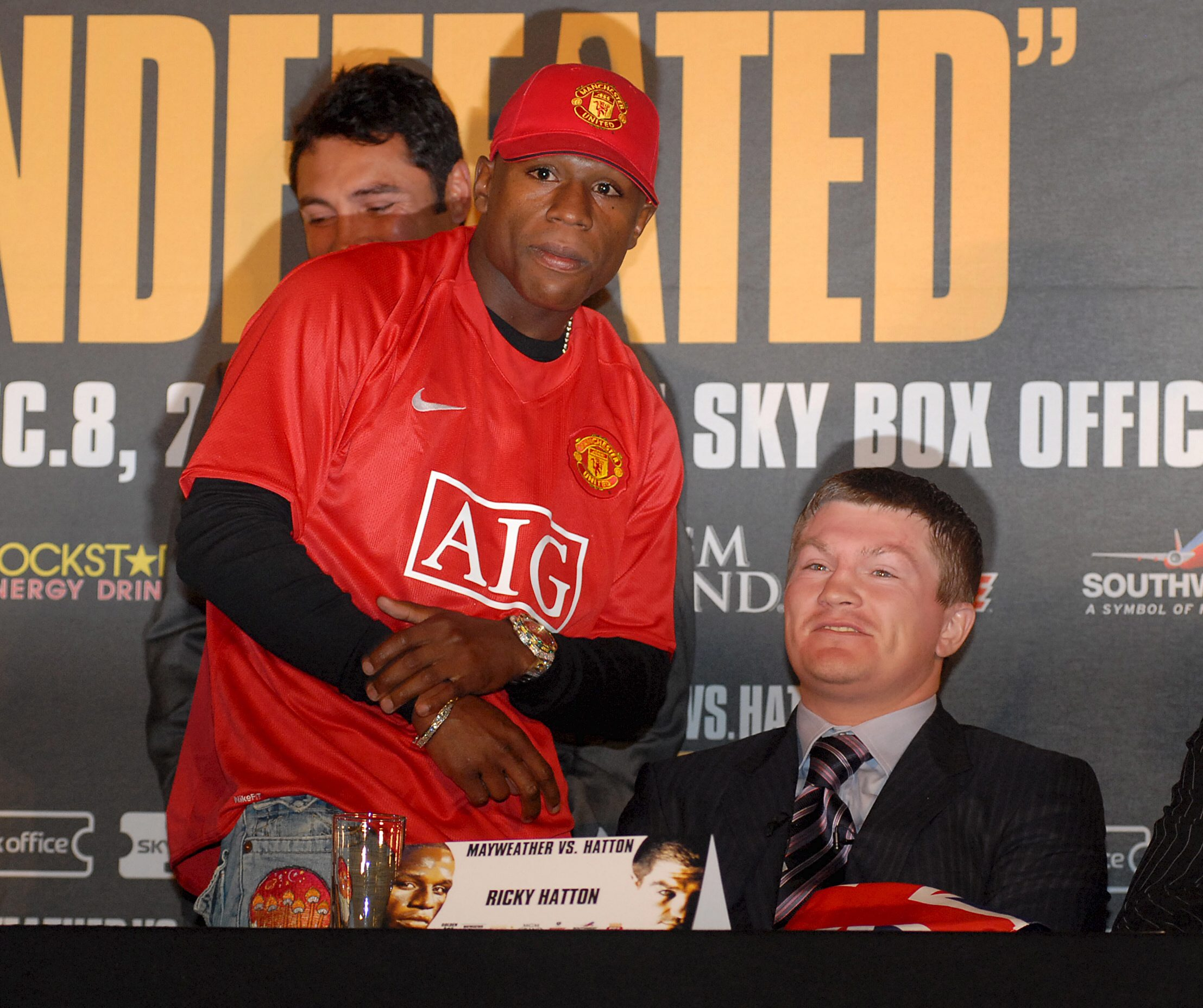
Mayweather e Hatton durante la conferenza stampa che ha preceduto il loro tanto atteso showdown, che si sarebbe svolto l'8 dicembre 2007

Il 23 maggio 2007 Ricky Hatton sconfigge in quattro round Jose Luis Castillo e lancia pubblicamente un guanto di sfida a Mayweather per un incontro. Quest'ultimo accetta e viene programmato un match per l'8 dicembre dello stesso anno con in palio la corona WBC dei pesi welter detenuta dallo stesso Mayweather. Anche questa volta la rete televisiva HBO irradia un nuovo reality show sui due pugili mostrando i loro allenamenti e i risvolti della loro vita privata prima del match. L'incontro viene vinto al decimo round da Mayweather che, dopo aver atterrato Hatton con un preciso gancio alla tempia, forza lo stop dell'arbitro per evitare che l'inglese possa subire una punizione eccessiva. Sino a quel momento i tre giudici a bordo ring avevano un sostanziale vantaggio per Mayweather che a lunghi tratti aveva avuto la meglio sul suo rivale. Dopo l'incontro Mayweather annuncia al mondo della boxe il suo ritiro ai microfoni di una conferenza stampa appositamente convocata.

##### Mayweather Jr. VS Márquez

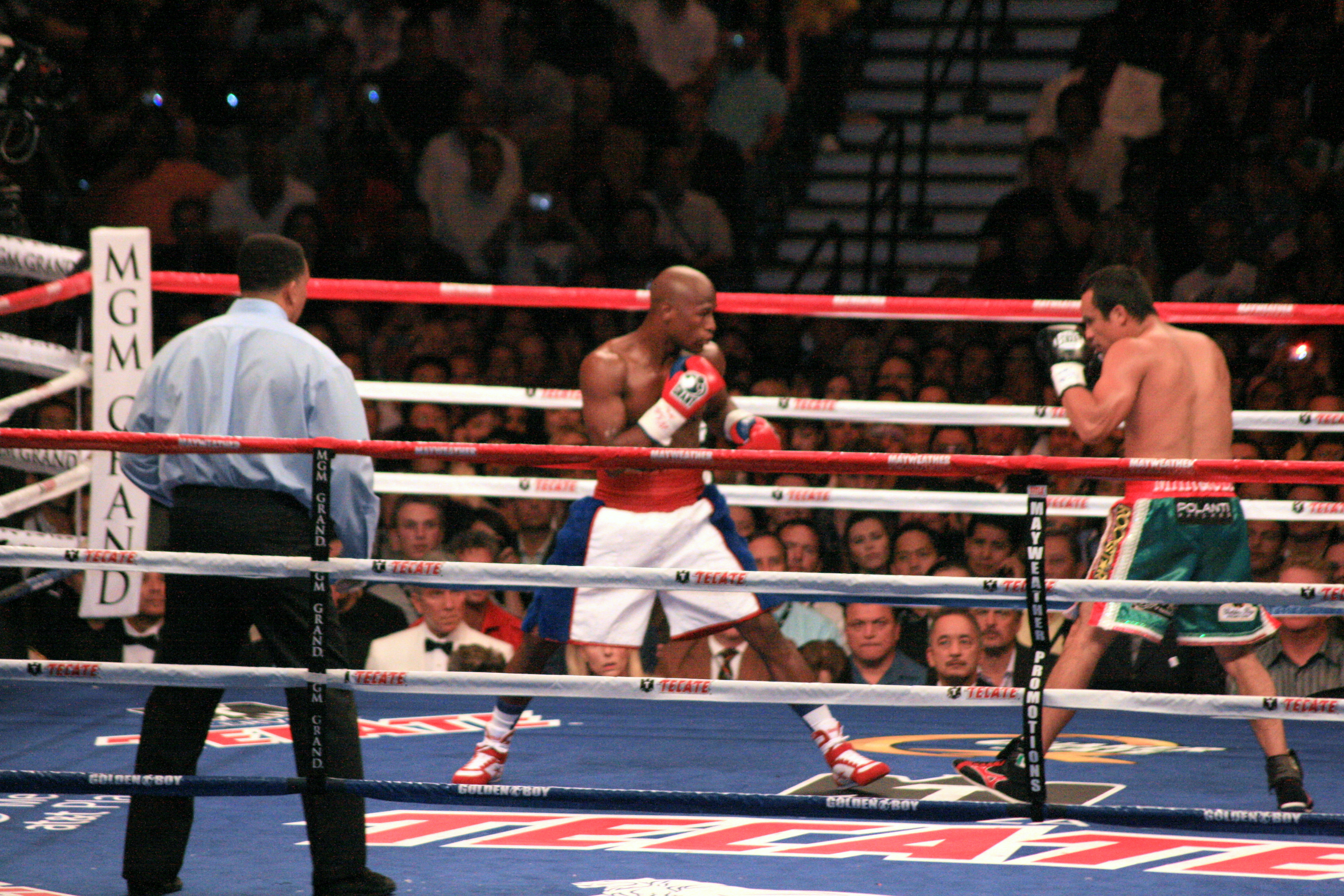
Mayweather durante il suo incontro di ritorno contro Juan Manuel Márquez, 2009

Il 1º maggio 2009 viene confermato che Mayweather è pronto a tornare sul ring, dopo il suo ritiro nel 2007 durato 16 mesi, contro il messicano Juan Manuel Márquez all'MGM Grand di Las Vegas.
Il peso massimo stabilito è di 144 libbre. L'incontro, svoltosi all'MGM Grand di Las Vegas, è stato programmato per il 18 luglio 2009, ma è stato spostato al 19 settembre in seguito ad un infortunio subito da Floyd Jr. durante una seduta di allenamento.
A quasi due anni dall'annuncio del ritiro, Mayweather torna così a infilarsi i guantoni per incontrare il messicano Juan Manuel Márquez, campione del mondo dei pesi leggeri WBO e WBA.
Alla seconda ripresa Márquez subisce un knockdown dopo un montante alla mascella, ma riesce a rimettersi in sesto e a proseguire la gara; Mayweather si aggiudica poi tutte o quasi le altre riprese vincendo per decisione unanime (120-107, 119-109, 118-109). In quest'occasione, una clausola contrattuale inserita per tutelare Márquez stabiliva che i due pugili non avrebbero dovuto superare le 144 libre di peso. Mayweather ha fatto invece segnare 146 libbre, un peso entro i limiti dei welter che gli è però costato una multa di circa 600.000 dollari.

##### Mayweather Jr. VS Mosley
Il 1º maggio 2010 Floyd Mayweather Jr. affronta "Sugar" Shane Mosley all'MGM Grand Casino di Las Vegas. Mosley arriva dalla vittoria per K.O. contro Margarito ed è classificato terzo nella classifica pound for pound stilata da Ring Magazine. Mayweather, dopo il rientro e la vittoria contro Márquez, è classificato invece dalla stessa rivista secondo.
Al peso Mayweather fa registrare 146 lb mentre Shane Mosley arriva a 147 lb, che corrisponde al catchweight fissato per l'incontro.
I primi due round dell'incontro vedono a sorpresa Mosley colpire l'avversario con due potenti destri che lo mettono in difficoltà. Dal terzo round, Mayweather prende gli accorgimenti necessari per portare a termine il match vincendo tutte le rimanenti riprese e aggiudicandosi l'incontro per decisione unanime. I tabellini dei giudici rispecchiano un andamento a senso unico del match: 119-109, 118-110, 119-109.
Le statistiche Compubox fanno registrare 208 colpi a segno per Mayweather, pari al 44% dei colpi tentati in totale; per Mosley solamente 92 colpi a segno, con una accuratezza decisamente inferiore, pari al 20%.

##### Mayweather Jr. VS Ortiz

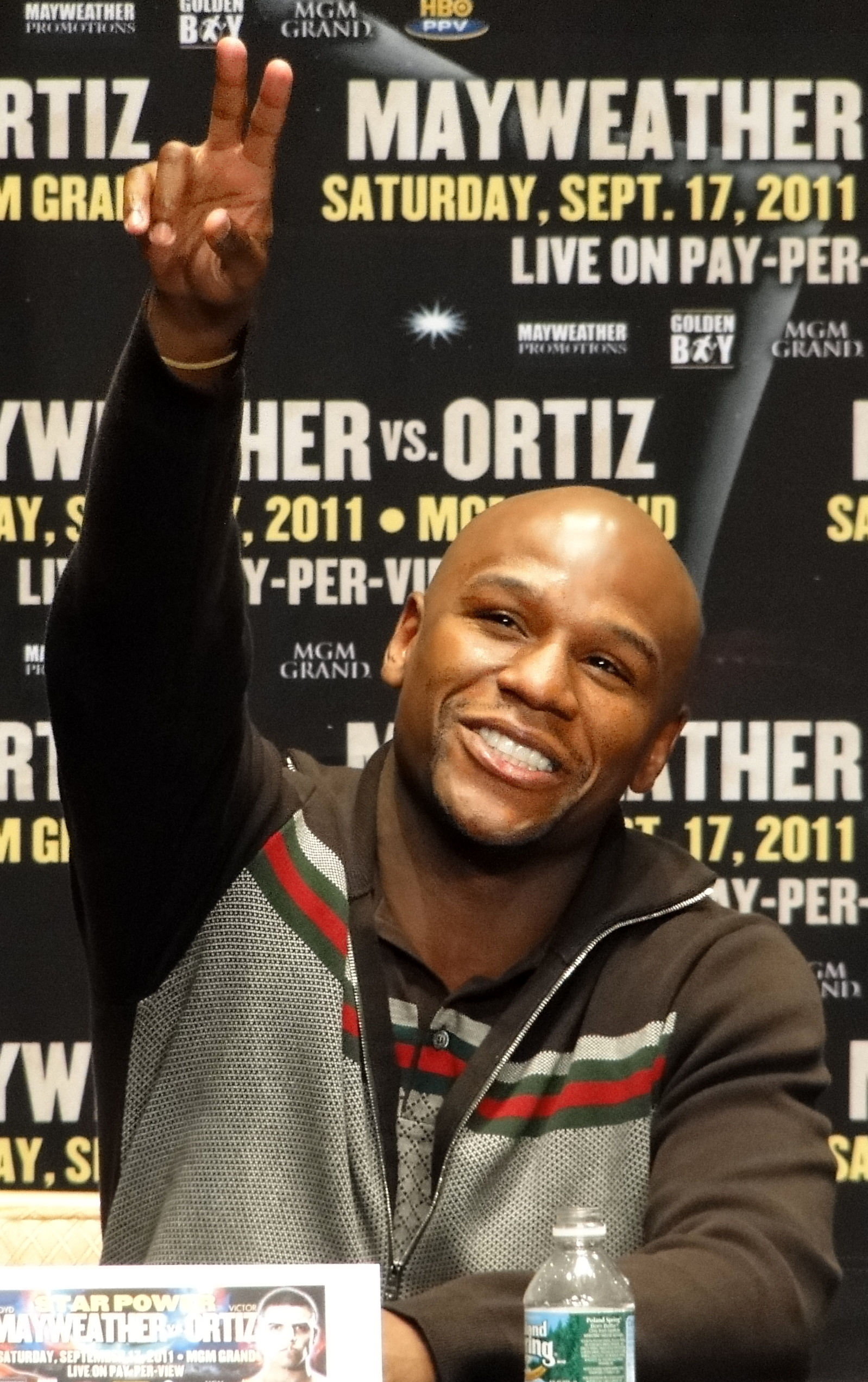
Mayweather alla conferenza stampa Mayweather-Ortiz il 28 giugno 2011

Il 17 settembre 2011, dopo 16 mesi di inattività, Mayweather sfida l'attuale campione del mondo dei pesi welter WBC, Victor Ortiz.
Il combattimento ha luogo all'MGM Grand Garden Arena di Las Vegas e già alla vigilia è caratterizzato da una forte tensione tra i due contendenti.
Durante il match, Mayweather controlla più o meno agevolmente l'andamento dell'incontro ma Ortiz riesce comunque a portare a termine alcune combinazioni importanti, costringendo al quarto round Mayweather all'angolo. Qui Ortiz provoca l'interruzione del match dopo aver tirato una testata all'avversario, ricevendo una penalità a suo carico. Prima di riprendere il combattimento, l'ispanico si scusa ripetutamente con l'avversario per la scorrettezza ed anche alla ripresa dell'incontro Ortiz sembra voler tergiversare in ulteriori scuse, ma Mayweather ne approfitta vincendo per KO.
Incalzato dal cronista Larry Merchant, che sottolineava l'antisportività del gesto, Mayweather fa notare come la testata ricevuta prima fosse ben più antisportiva e che siccome l'arbitro aveva già decretato l'inizio e i due pugili si erano toccati i guantoni, Ortiz sarebbe dovuto stare in guardia.

##### Mayweather Jr. VS Cotto e Mayweather Jr. VS Maidana
Il 5 maggio 2012 Floyd Mayweather affronta il pugile Miguel Cotto al MGM Grand Garden Arena di Las Vegas, vincendo l'incontro al 12º round per decisione unanime e portando il suo record personale a 43-0. Affronta poi due volte nel corso del 2014 Marcos Maidana. Il primo incontro, tenutosi il 3 maggio all'MGM Grand Garden Arena di Las Vegas, ha visto Mayweather vincere ai punti. La rivincita dell'incontro si è tenuta invece il 14 settembre sempre all'MGM, con Mayweather vittorioso a seguito di un netto verdetto unanime. Con questa vittoria, il pugile statunitense porta il suo record personale a 47-0.

##### Mayweather Jr. VS Pacquiao
Il 2 maggio 2015 Mayweather affronta il pugile Manny Pacquiao in quello che viene definito "l'incontro del secolo" per via dell'ingente indotto economico generato, che si stima intorno ai 400 milioni di dollari. Mayweather vincerà per decisione unanime (116-112, 116-112, 118-110) in un match dall'alto profilo tecnico, boxando perlopiù di rimessa. Dopo la fine dell'incontro, vi saranno delle recriminazioni da parte di Pacquiao, che sostiene di non aver potuto dare il meglio di sé a causa di un infortunio pregresso alla cuffia del rotatore non dichiarato alla commissione. Inizialmente Mayweather promette una rivincita al pugile filippino, ma in un secondo momento, anche se viene accertata la veridicità delle sue parole, lo accuserà di non saper accettare sportivamente la sconfitta e tornerà sui propri passi. Mayweather ha così portato il proprio record personale a 48-0 a una sola lunghezza al record di sempre appartenente a Rocky Marciano, quest'ultimo appartenente alla categoria dei pesi massimi.

##### Mayweather Jr vs Berto
Il 12 settembre 2015 affronta al MGM Grand di Las Vegas, lo statunitense André Berto per la corona WBC e WBA dei welter e super welter. Inoltre, in caso di vittoria, Mayweather avrebbe raggiunto il record di Rocky Marciano inarrivabile per longevità agonistica. L'incontro si è svolto sulle 12 riprese con Mayweather vincitore per decisione unanime. Il pugile statunitense raggiunge così il record di Marciano.

##### Mayweather Jr. vs McGregor
La notte del 26 agosto 2017 alla T-Mobile Arena del Nevada, Mayweather batte Conor McGregor per KO tecnico, conquistando la sua 50ª vittoria fuori dal circuito ufficiale della federazione e superando, de iure, il record storico di Rocky Marciano. Il pugile si aggiudica così la Money Belt, la cintura confezionata per l'occasione dalla WBC fatta di 3 360 diamanti, 600 zaffiri, 300 smeraldi e 1,5 kg di oro, il tutto avvolto in preziosa pelle di coccodrillo. Al termine dell'incontro, annuncia il ritiro dall'attività sportiva.

## Record professionale
| No. | Risultato | Record | Avversario           | Metodo | Data              | Round   | Luogo                                  | Note |
| --- | --------- | ------ | -------------------- | ------ | ----------------- | ------- | -------------------------------------- | --- |
| 50  | Vittoria  | 50–0   | Conor McGregor       | TKO    | 26 Agosto 2017    | 10 (12) | Paradise, Stati Uniti d'America        | |
| 49  | Vittoria  | 49–0   | Andre Berto          | UD     | 12 Settembre 2015 | 12      | Paradise, Stati Uniti d'America        | Mantiene il titolo WBC, The Ring e WBA (unificato) dei pesi welter.                                              |
| 48  | Vittoria  | 48–0   | Manny Pacquiao       | UD     | 2 Maggio 2015     | 12      | Paradise, Stati Uniti d'America        | Mantiene il titolo WBC, The Ring e WBA (unificato) dei pesi welter. Vince il titolo WBO dei pesi welter.         |
| 47  | Vittoria  | 47–0   | Marcos Maidana       | UD     | 13 Settembre 2014 | 12      | Paradise, Stati Uniti d'America        | Mantiene il titolo WBC, The Ring e WBA (unificato) dei pesi welter. Mantiene il titolo WBC dei pesi superwelter. |
| 46  | Vittoria  | 46–0   | Marcos Maidana       | MD     | 3 Maggio 2014     | 12      | Paradise, Stati Uniti d'America        | Mantiene il titolo WBC e The Ring dei pesi welter. Vince il titolo WBA (unificato) dei pesi welter.              |
| 45  | Vittoria  | 45–0   | Canelo Álvarez       | MD     | 14 Settembre 2013 | 12      | Paradise, Stati Uniti d'America        | Mantiene il titolo WBA (super) dei pesi superwelter. Vince il titolo WBC e The Ring dei pesi superwelter.        |
| 44  | Vittoria  | 44–0   | Robert Guerrero      | UD     | 4 Maggio 2013     | 12      | Paradise, Stati Uniti d'America        | Mantiene il titolo WBC dei pesi welter. Vince il titolo vacante The Ring dei pesi welter.                        |
| 43  | Vittoria  | 43–0   | Miguel Cotto         | UD     | 5 Maggio 2012     | 12      | Paradise, Stati Uniti d'America        | Vince il titolo WBA (super) dei pesi superwelter.                                                                |
| 42  | Vittoria  | 42–0   | Victor Ortiz         | KO     | 17 Settembre 2011 | 4 (12)  | Paradise, Stati Uniti d'America        | Vince il titolo WBC dei pesi welter.                                                                             |
| 41  | Vittoria  | 41–0   | Shane Mosley         | UD     | 1 Maggio 2010     | 12      | Paradise, Stati Uniti d'America        | |
| 40  | Vittoria  | 40–0   | Juan Manuel Márquez  | UD     | 19 Settembre 2009 | 12      | Paradise, Stati Uniti d'America        | |
| 39  | Vittoria  | 39–0   | Ricky Hatton         | TKO    | 8 Dicembre 2007   | 10 (12) | Paradise, Stati Uniti d'America        | Mantiene il titolo WBC e The Ring dei pesi welter.                                                               |
| 38  | Vittoria  | 38–0   | Óscar de la Hoya     | SD     | 5 Maggio 2007     | 12      | Paradise, Stati Uniti d'America        | Vince il titolo WBC dei pesi superwelter.                                                                        |
| 37  | Vittoria  | 37–0   | Carlos Baldomir      | UD     | 4 Novembre 2006   | 12      | Paradise, Stati Uniti d'America        | Mantiene il titolo IBO dei pesi welter. Vince il titolo WBC, IBA e The Ring dei pesi welter.                     |
| 36  | Vittoria  | 36–0   | Zab Judah            | UD     | 8 Aprile 2006     | 12      | Paradise, Stati Uniti d'America        | Vince il titolo IBF e il vacante IBO dei pesi welter.                                                            |
| 35  | Vittoria  | 35–0   | Sharmba Mitchell     | TKO    | 19 Novembre 2005  | 6 (12)  | Portland, Stati Uniti d'America        | |
| 34  | Vittoria  | 34–0   | Arturo Gatti         | RTD    | 25 Giugno 2005    | 6 (12)  | Atlantic City, Stati Uniti d'America   | Vince il titolo WBC dei pesi superleggeri.                                                                       |
| 33  | Vittoria  | 33–0   | Henry Bruseles       | TKO    | 22 Gennaio 2005   | 8 (12)  | Miami, Stati Uniti d'America           | |
| 32  | Vittoria  | 32–0   | DeMarcus Corley      | UD     | 22 Maggio 2004    | 12      | Atlantic City, Stati Uniti d'America   | |
| 31  | Vittoria  | 31–0   | Phillip N'dou        | TKO    | 1 Novembre 2003   | 7 (12)  | Grand Rapids, Stati Uniti d'America    | Mantiene il titolo WBC e The Ring dei pesi leggeri.                                                              |
| 30  | Vittoria  | 30–0   | Victoriano Sosa      | UD     | 19 Aprile 2003    | 12      | Fresno, Stati Uniti d'America          | Mantiene il titolo WBC e The Ring dei pesi leggeri.                                                              |
| 29  | Vittoria  | 29–0   | José Luis Castillo   | UD     | 7 Dicembre 2002   | 12      | Paradise, Stati Uniti d'America        | Mantiene il titolo WBC e The Ring dei pesi leggeri.                                                              |
| 28  | Vittoria  | 28–0   | José Luis Castillo   | UD     | 20 Aprile 2002    | 12      | Paradise, Stati Uniti d'America        | Vince il titolo WBC e il vacante The Ring dei pesi leggeri.                                                      |
| 27  | Vittoria  | 27–0   | Jesús Chávez         | RTD    | 10 Novembre 2001  | 9 (12)  | San Francisco, Stati Uniti d'America   | Mantiene il titolo WBC dei pesi superpiuma.                                                                      |
| 26  | Vittoria  | 26–0   | Carlos Hernández     | UD     | 26 Maggio 2001    | 12      | Grand Rapids, Stati Uniti d'America    | Mantiene il titolo WBC dei pesi superpiuma.                                                                      |
| 25  | Vittoria  | 25–0   | Diego Corrales       | TKO    | 20 Gennaio 2001   | 10 (12) | Paradise, Stati Uniti d'America        | Mantiene il titolo WBC dei pesi superpiuma.                                                                      |
| 24  | Vittoria  | 24–0   | Emanuel Augustus     | TKO    | 21 Ottobre 2000   | 9 (10)  | Detroit, Stati Uniti d'America         | |
| 23  | Vittoria  | 23–0   | Gregorio Vargas      | UD     | 18 Marzo 2000     | 12      | Paradise, Stati Uniti d'America        | Mantiene il titolo WBC dei pesi superpiuma.                                                                      |
| 22  | Vittoria  | 22–0   | Carlos Gerena        | RTD    | 11 Settembre 1999 | 7 (12)  | Paradise, Stati Uniti d'America        | Mantiene il titolo WBC dei pesi superpiuma.                                                                      |
| 21  | Vittoria  | 21–0   | Justin Juuko         | KO     | 22 Maggio 1999    | 9 (12)  | Paradise, Stati Uniti d'America        | Mantiene il titolo WBC dei pesi superpiuma.                                                                      |
| 20  | Vittoria  | 20–0   | Carlos Rios          | UD     | 17 Febbraio 1999  | 12      | Grand Rapids, Stati Uniti d'America    | Mantiene il titolo WBC dei pesi superpiuma.                                                                      |
| 19  | Vittoria  | 19–0   | Angel Manfredy       | TKO    | 19 Dicembre 1998  | 2 (12)  | Miami, Stati Uniti d'America           | Mantiene il titolo WBC dei pesi superpiuma.                                                                      |
| 18  | Vittoria  | 18–0   | Genaro Hernández     | UD     | 3 Ottobre 1998    | 8 (12)  | Winchester, Stati Uniti d'America      | Vince il titolo WBC dei pesi superpiuma.                                                                         |
| 17  | Vittoria  | 17–0   | Tony Pep             | TKO    | 14 Giugno 1998    | 10      | Atlantic City, Stati Uniti d'America   | |
| 16  | Vittoria  | 16–0   | Gustavo Cuello       | UD     | 18 Aprile 1998    | 10      | Los Angeles, Stati Uniti d'America     | |
| 15  | Vittoria  | 15–0   | Miguel Melo          | TKO    | 23 Marzo 1998     | 3 (10)  | Ledyard, Stati Uniti d'America         | |
| 14  | Vittoria  | 14–0   | Sam Girard           | KO     | 28 Febbraio 1998  | 2 (10)  | Atlantic City, Stati Uniti d'America   | |
| 13  | Vittoria  | 13–0   | Hector Arroyo        | TKO    | 9 Gennaio 1998    | 5 (10)  | Biloxi, Stati Uniti d'America          | |
| 12  | Vittoria  | 12–0   | Angelo Nuñez         | TKO    | 20 Novembre 1997  | 3 (8)   | Los Angeles, Stati Uniti d'America     | |
| 11  | Vittoria  | 11–0   | Felipe Garcia        | KO     | 14 Ottobre 1997   | 6 (8)   | Boise, Stati Uniti d'America           | |
| 10  | Vittoria  | 10–0   | Louie Leija          | TKO    | 6 Settembre 1997  | 2 (10)  | El Paso, Stati Uniti d'America         | |
| 9   | Vittoria  | 9–0    | Jesus Roberto Chavez | TKO    | 12 Luglio 1997    | 5 (6)   | Biloxi, Stati Uniti d'America          | |
| 8   | Vittoria  | 8–0    | Larry O'Shields      | UD     | 14 Giugno 1997    | 6       | San Antonio, Stati Uniti d'America     | |
| 7   | Vittoria  | 7–0    | Tony Duran           | TKO    | 9 Maggio 1997     | 1 (6)   | Paradise, Stati Uniti d'America        | |
| 6   | Vittoria  | 6–0    | Bobby Giepert        | TKO    | 12 Aprile 1997    | 1 (6)   | Paradise, Stati Uniti d'America        | |
| 5   | Vittoria  | 5–0    | Kino Rodriguez       | TKO    | 12 Marzo 1997     | 1 (6)   | Walker, Stati Uniti d'America          | |
| 4   | Vittoria  | 4–0    | Edgar Ayala          | TKO    | 1 Febbraio 1997   | 2 (4)   | Chula Vista, Stati Uniti d'America     | |
| 3   | Vittoria  | 3–0    | Jerry Cooper         | TKO    | 18 Gennaio 1997   | 1 (4)   | Paradise, Stati Uniti d'America        | |
| 2   | Vittoria  | 2–0    | Reggie Sanders       | UD     | 30 Novembre 1996  | 4       | Albuquerque, Stati Uniti d'America     | |
| 1   | Vittoria  | 1–0    | Roberto Apodaca      | TKO    | 11 Ottobre 1996   | 2 (4)   | North Las Vegas, Stati Uniti d'America | |

## Esibizioni
Dopo il ritiro, Mayweather si dedica a combattere in incontri non ufficiali ed esibizioni senza punteggio. 
Nel dicembre 2018 sfida il kickboxer giapponese Tenshin Nasukawa alla Saitama Super Arena di Saitama vincendo per ko tecnico alla prima ripresa.
Il 6 giugno 2021 affronta all'Hard Rock Stadium di Miami lo youtuber statunitense Logan Paul in un incontro senza punteggio di otto riprese.
Il 21 maggio 2022 Mayweather sfida ad Abu Dhabi un suo vecchio compagno di sparring, Don Moore, in un altro incontro di otto riprese senza punteggio.
Qualche mese più tardi Mayweather torna sul ring alla Saitama Super Arena per affrontare l'artista marziale misto e youtuber giapponese, Mikuru Asakura, sconfiggendolo per ko tecnico alla seconda ripresa.
Nella notte del 25 settembre 2022 sfida alla Coca-Cola Arena di Dubai lo youtuber britannico Deji Olatunji (noto anche con lo pseudonimo di ComedyShortsGamer) e fratello del più celebre JJ. Mayweather sconfigge Olatunji per ko tecnico alla sesta ripresa.
Il 25 febbraio 2023 affronta a Londra l'ex artista marziale misto Aaron Chalmers in un incontro ad otto riprese senza punteggio.
Nel giugno del 2023 sfida a Sunrise il pugile e artista marziale misto statunitense John Gotti III, rispettivamente nipote e figlio dei mafiosi italo-americani John Gotti e John Gotti Jr. L'incontro viene fermato dall'arbitro alla sesta ripresa dopo l'invasione sul ring di entrambi i team e la conseguente rissa scaturita e proseguita sia in mezzo al pubblico e sia negli spogliatoi.
Il 24 agosto 2024 affronta in un secondo incontro John Gotti III a Città del Messico in un incontro di otto riprese terminato senza dichiarare un vincitore.

## Record (esibizione)
| Risultato  | Record    | Avversario       | Metodo     | Data             | Round | Città             | Note                          |
| ---------- | --------- | ---------------- | ---------- | ---------------- | ----- | ----------------- | ----------------------------- |
| Esibizione | 3–0 (1-4) | John Gotti III   | N/A        | 24 agosto 2024   | 8     | Città del Messico | Incontro senza punteggio      |
| No contest | 3–0 (1-3) | John Gotti III   | Squalifica | 11 giugno 2023   | 6 (8) | Sunrise           | Incontro sospeso dall'arbitro |
| Esibizione | 3–0 (3)   | Aaron Chalmers   | N/A        | 25 febbraio 2023 | 8     | Londra            | Incontro senza punteggio      |
| Vittoria   | 3–0 (2)   | Deji Olatunji    | TKO        | 13 novembre 2022 | 6 (8) | Dubai             |                               |
| Vittoria   | 2–0 (2)   | Mikuru Asakura   | TKO        | 21 maggio 2022   | 2 (3) | Saitama           |                               |
| Esibizione | 1–0 (2)   | Don Moore        | N/A        | 21 maggio 2022   | 8     | Abu Dhabi         | Incontro senza punteggio      |
| Esibizione | 1–0 (1)   | Logan Paul       | N/A        | 6 giugno 2021    | 8     | Miami             | Incontro senza punteggio      |
| Vittoria   | 1-0       | Tenshin Nasukawa | TKO        | 31 dicembre 2018 | 1 (3) | Saitama           |                               |

## Wrestling
Mayweather è apparso al pay-per-view della WWE No Way Out il 17 febbraio 2008 a Las Vegas, dove ha dato vita a un alterco (kayfabe) con Big Show, per aiutare Rey Mysterio dopo che Show aveva tentato di colpire quest'ultimo con una chokeslam. La notte successiva a Raw è stato sfidato da Big Show in un match a WrestleMania XXIV, dove Mayweather ha vinto l'incontro per K.O. dopo aver steso l'avversario con un tirapugni.
La WWE e Mayweather sono rimasti in buoni rapporti: il pugile è infatti tornato sui ring della federazione il 24 agosto 2009 come ospite speciale della puntata di Raw.

## Controversie

### Commenti contro la UFC
Mayweather ha attaccato diverse volte la UFC e in generale la disciplina delle arti marziali miste, che ha avuto una crescita vertiginosa a livello mediatico proprio agli inizi del nuovo millennio.
In un'intervista del giugno 2009 rilasciata a CBS Sports Mayweather ha asserito che le MMA sono uno sport "per bevitori di birra" e "per animali che entrano in una gabbia scalzi", puntando l'indice sul fatto che gli introiti della UFC sui singoli incontri sono inferiori a quelli degli incontri delle migliori associazioni di boxe e affermando che non si è dei veri atleti se si combatte solamente per cinque round e non per dodici. La parte dell'intervista che ha destato maggior scalpore, tuttavia, è stata quella nella quale Mayweather ha affermato che le MMA sono state create dai bianchi per arginare lo strapotere di neri e ispanici nel pugilato, nonostante al tempo i campioni dei pesi massimi di boxe fossero i fratelli Vitalij e Volodymyr Klyčko e che nella sola UFC fossero campioni Anderson Silva, Jon Jones e Dominick Cruz.
Il 17 settembre 2011 il match tra Mayweather e Victor Ortiz fu trasmesso in contemporanea con il pay-per-view UFC Fight Night: Shields vs. Ellenberger e in un'intervista precedente all'incontro quest'ultimo sentenziò: "Chi se ne frega! Siamo gratis su Spike. Mi stai prendendo in giro? Mayweather... chi è Mayweather?", pubblicizzando la diretta del suo incontro in TV su Spike.
Nel 2012 Mayweather venne accusato di razzismo verso la comunità asio-americana dal presidente della UFC Dana White a causa di alcune sue affermazioni inerenti al giocatore NBA Jeremy Lin: il pugile non era nuovo a certi rimproveri, dal momento che nel 2010 venne ripreso per certe affermazioni riguardanti il collega Manny Pacquiao subito ritirate con tanto di scuse; il manager di Mayweather rispose comunque per le rime a White, definendo il suo commento "una sparata ignorante".

### Accusa di violenza
Nel 2005, un mese dopo lo scontro con Arturo Gatti, dove ricava la cifra record di 80.000.000$, Mayweather viene accusato di violenza nei confronti dell'ex fidanzata Josie Harris. In caso di arresto, Floyd dovrebbe passare il minimo di un anno in cella. La Harris afferma di essere stata picchiata e presa a calci durante una discussione nella Bentley del pugile, fuori da un nightclub di Las Vegas. Josie ammette successivamente di aver mentito e testimonia di non essere mai stata colpita dall'ex fidanzato. La giuria dichiara così Mayweather innocente.